# Hall Glacier
Hall Glacier är en glaciär i Antarktis. Den ligger i Västantarktis. Chile och Storbritannien gör anspråk på området. Hall Glacier ligger 222 meter över havet.
Terrängen runt Hall Glacier är huvudsakligen platt, men åt nordost är den kuperad.  Trakten är obefolkad. Det finns inga samhällen i närheten.